# Normal Heights

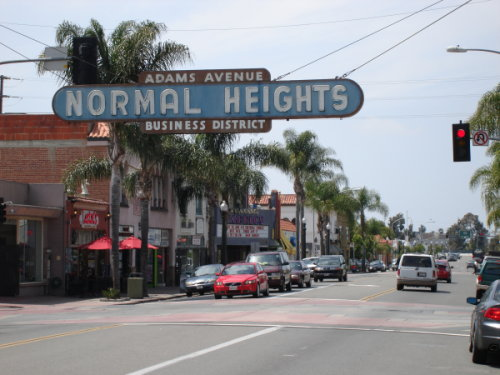
Normal Heights

Normal Heights ist ein Stadtteil San Diegos in Kalifornien. Er wird im Norden durch den Interstate 8, östlich mit dem Interstate 15 und im Westen durch den Interstate 805 abgegrenzt.
Normal Heights wurde 1906 gegründet. Fast der gesamte Stadtteil besteht aus Einfamilienhäusern, die im typisch US-amerikanischen Stil, dem sogenannten Suburb, angeordnet sind.